# 경외

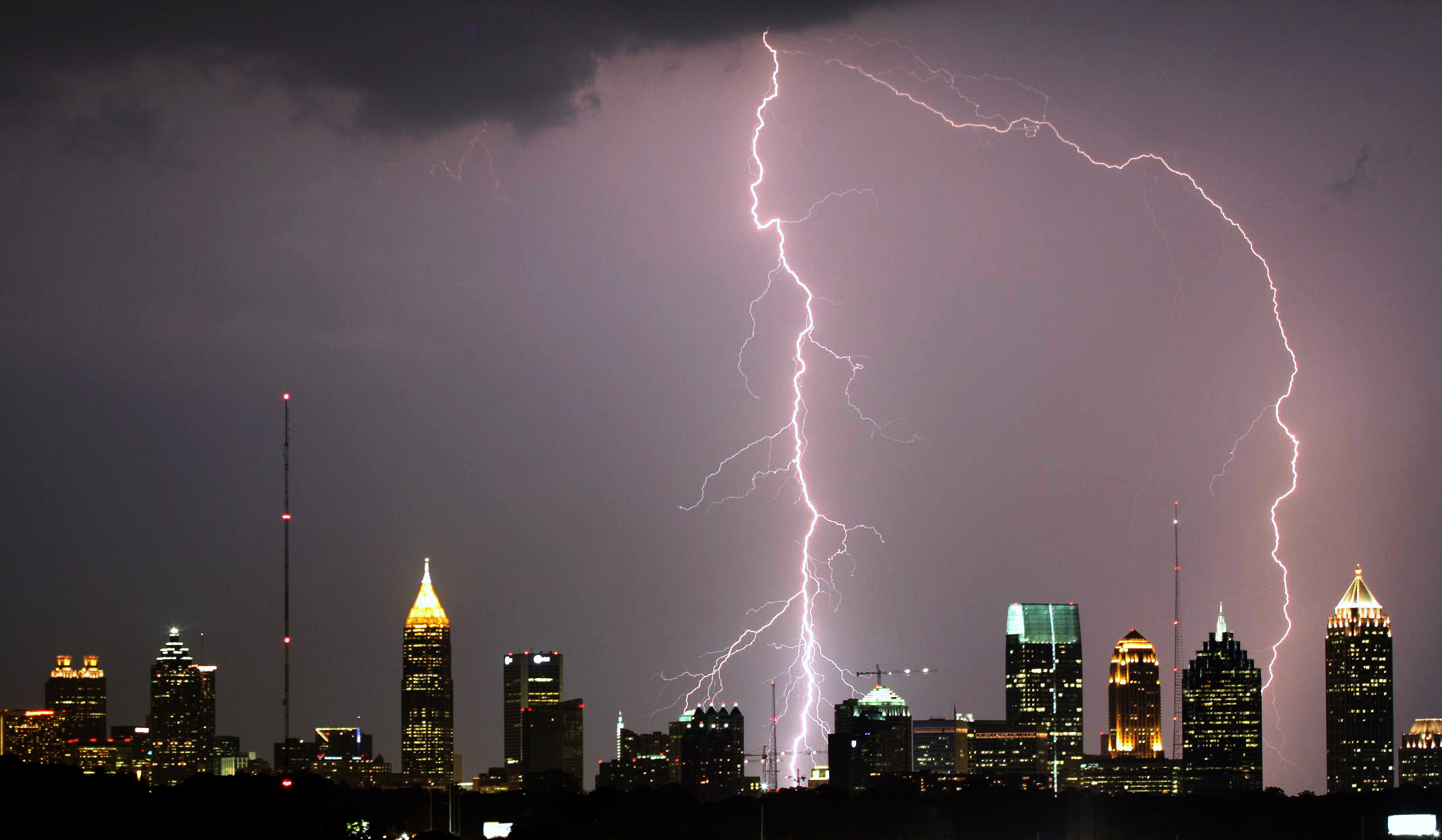
애틀랜타의 이 천둥은 경외함을 우러나오게 할 수 있다.

경외(敬畏), 경외심(敬畏心), 경외감(敬畏感)은 경탄에 견줄만하지만 기쁨이 덜한 정서이다.
Robert Plutchik의 감정의 수레바퀴에서 경외는 놀라움과 공포를 합쳐 이르는 말로 묘사되어 있다.
한 사전에서는 "하나님을 경외함, 위대한 정치인을 경외함 등, 웅장하고 숭고하며 극적으로 강력한 대상에 의해 우러나오는 숭배, 감탄, 공포 등의 압도적인 느낌"으로 정의하고 있다. 다른 사전에서는 "권위자, 천재, 굉장한 미인, 숭고함, 권세에 의해 우러나오는 숭배, 존경, 무서움, 경탄의 복합적인 감정"으로 정의하고 있다.
일반적으로 경외는 기자의 대피라미드, 그랜드 캐니언, 하나님 등 더 강력한 존재로 간주되는 대상에 사용된다.

## 추가 문헌
- Pearsall, Paul (2007). 《Awe: The Delights and Dangers of Our Eleventh Emotion》. Health Communications, Inc.
- de Botton, Alain (2013). 《Religion for Atheists: A Non-believer's Guide to the Uses of Religion》. Vintage.
- Schneider, Kirk J. (2009). 《Awakening to Awe: Personal Stories of Profound Transformation》. Jason Aronson, Inc.
- Schneider, Kirk J. (2004). 《Rediscovery of Awe: Splendor, Mystery and the Fluid Center of Life》. Paragon House.